# Stictolampra lurida
Stictolampra lurida är en kackerlacksart som först beskrevs av Hermann Burmeister 1838.  Stictolampra lurida ingår i släktet Stictolampra och familjen jättekackerlackor. Inga underarter finns listade i Catalogue of Life.